# O Fenômeno Rebelde
O Fenômeno Rebelde é o especial de televisão de reestreia da telenovela mexicana Rebelde, exibido no SBT. Foi exibido no dia 30 de agosto de 2013 no horário nobre, em uma sexta-feira. O programa contou com apresentação de Letícia Navas e Eric Surita.

## Conceito
O programa mostra como a telenovela mexicana se tornou febre entre o público brasileiro na época de sua exibição no Brasil, e também partes especiais da telenovela com comentários de Isabella Fiorentino e Arlindo Grund sobre os looks usados pelos personagens da trama, e com escolhas do produtor Arnaldo Saccomani com os principais singles do grupo. O programa também mostrou a primeira vinda do grupo mexicano ao Brasil, seus shows pelo país e entrevistas exclusivas do SBT com o grupo.

## Audiência
O programa marcou 6.2 pontos com picos de 8 de audiência segundo dados prévios do IBOPE na Grande São Paulo, deixando o SBT na vice-liderança isolada.

### Repercussão
O SBT decidiu reexibir a telenovela em horário nobre por conta dos vários pedidos de fãs desde meados de 2012. Na semana da exibição do programa especial sobre a reestreia da telenovela pelo SBT, gerou uma grande repercussão nas redes sociais em geral. No dia em que o programa foi ao ar, as tags "OFenomenoREBELDEas21e15noSBT", "Mia e Miguel", "A Dulce", "RBD" e entre outros assuntos, que também tinham haver com a trama, lideraram os Trending Topics do Twitter no Brasil. O assunto ainda permaneceu entre os mais comentados no dia seguinte na rede social.